# Italia Montegranaro
Italia-Montegranaro è un quartiere di Taranto, appartenente alla V circoscrizione assieme al quartiere Salinella.

## Geografia fisica
Il quartiere è situato nella parte sudoccidentale della città. Rispetto agli altri rioni della città di Taranto, la caratteristica fisica del Rione Montegranaro Salinella è quella di avere una leggera sopraelevazione. Infatti, allontanandosi dal mare e andando via via sempre più verso l'interno vi sono alcune vie caratterizzate da salite. Non per niente il nome stesso sta a indicare questa conformità fisica. I suoi confini sono:
- a Nord con il quartiere Tre Carrare;
- a Nord Est con il quartiere Solito Corvisea;
- a Est, a Sud e a Sud Est con il quartiere Salinella;
- a Ovest e a Sud Ovest con la costa di Mar Grande;
- a Nord Ovest per un breve tratto con il quartiere Borgo;